# Stazione di Castiglion del Lago
La stazione di Castiglion del Lago è una stazione ferroviaria posta a servizio dell'omonimo comune.
La proprietà e la gestione degli impianti è affidata a Rete Ferroviaria Italiana (RFI), controllata del gruppo Ferrovie dello Stato.

## Storia
La stazione di Castiglion del Lago non fu aperta insieme alle altre stazioni della linea nel 1866. Infatti la Ferrovia Firenze-Roma non era come la conosciamo ora: il collegamento tra la capitale e Firenze non passava da Orvieto e Chiusi ma da Orte, Terni, Foligno e Perugia, con un percorso che oggi si articola in due linee ferroviarie: Terontola-Foligno e parte della Falconara-Roma.
In data 11 novembre 1875 venne aperta all'esercizio la linea Cortona (oggi stazione di Camucia-Cortona)-Chiusi, che permetteva di saltare quasi tutta la parte umbra del tracciato passando ed assumendo l'attuale aspetto della linea, cioè passando da Chiusi, Orvieto e Orte.
Nell'ordine di servizio numero 41 dell'11 novembre 1875, che testimonia l'apertura della stazione di Terontola, possiamo leggere:

## Caratteristiche
La stazione dispone di due binari:

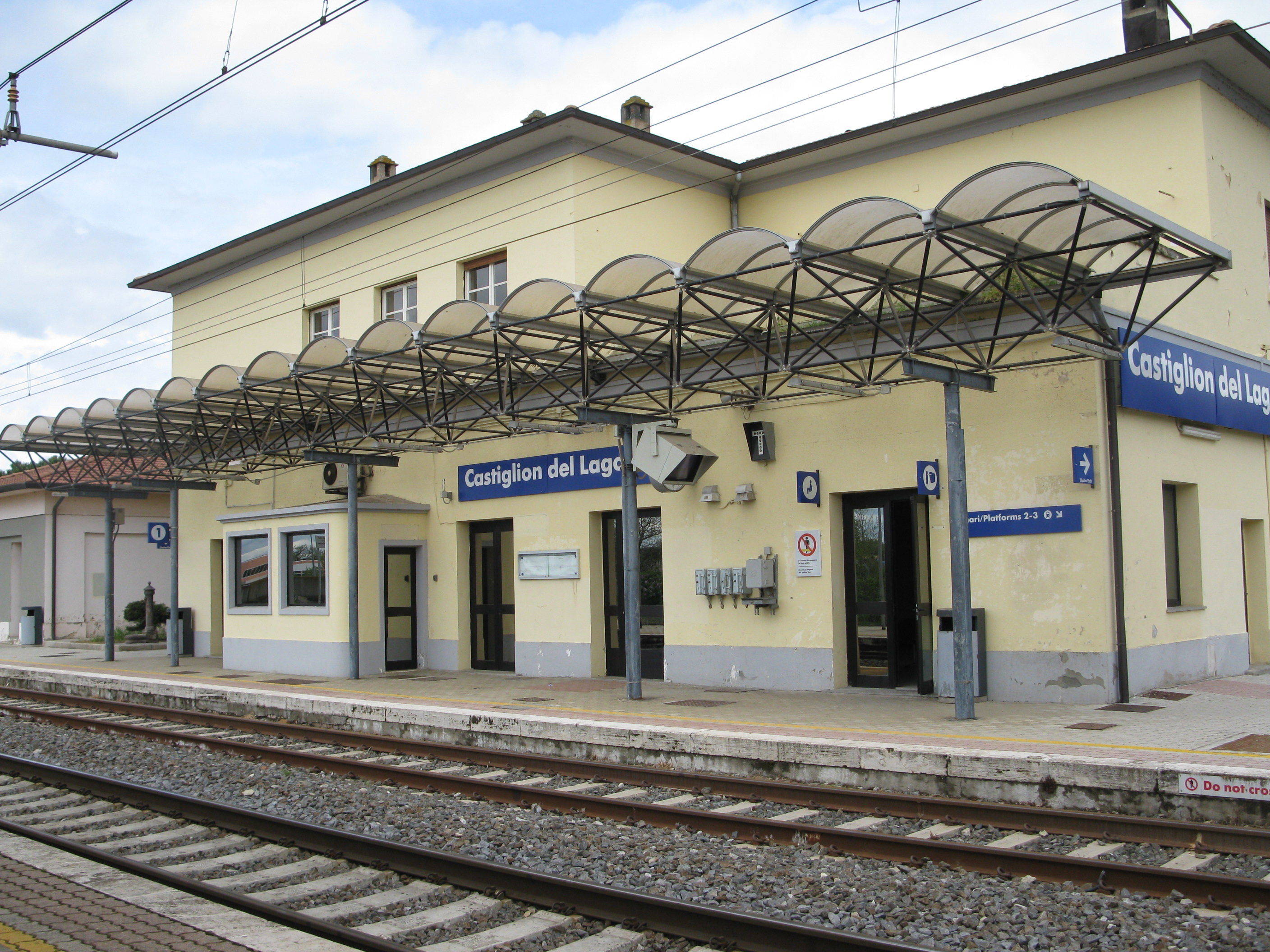
Fabbricato viaggiatori lato binari

- Binario 1: fermano treni diretti verso Sud (Chiusi, Roma). Il binario fu rimosso nel 2010.
- Binario 1: fermano treni verso Sud (Chiusi, Roma)
- Binario 2 (Ex binario 3): fermano i treni diretti verso Nord (Arezzo, Firenze)

Nel fabbricato viaggiatori è presente una sala di attesa. All’esterno è invece situa una macchinetta automatica per i biglietti.
Sono presenti sia altoparlanti sia monitor (uno nella sala di attesa l'altro presso la banchina dei binari 1 e 2) per visualizzare l'arrivo e la partenza dei treni ed eventuali ritardi o cambi binari.

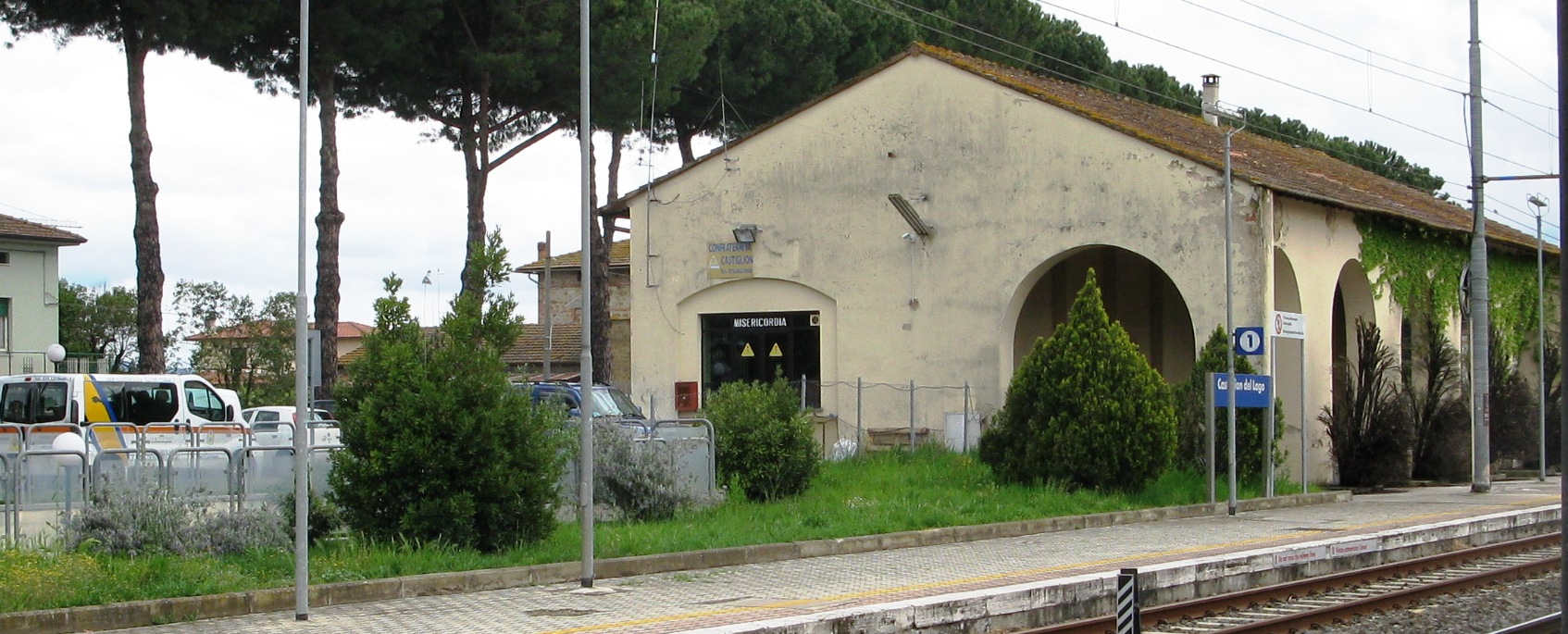
Magazzino merci

La stazione dispone di uno scalo merci da tempo non più attivo. I locali del magazzino merci sono occupati dalla misericordia mentre i binari sono usati come deposito dei macchinari addetti alla manutenzione della linea.

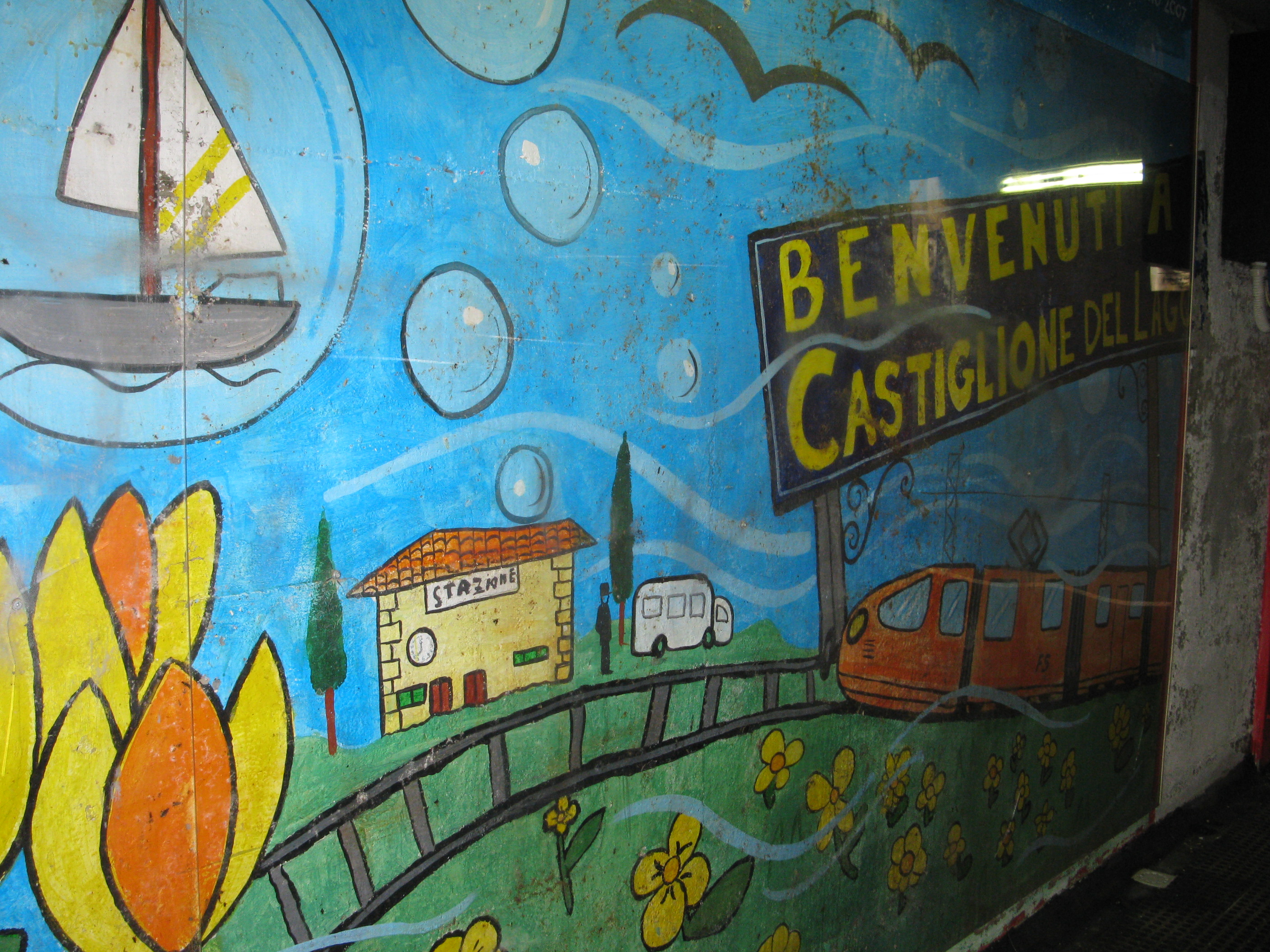
Decorazione sottopassaggio

È presente un sottopassaggio che permette l'accesso ai binari 1 e 2. Il sottopassaggio onde evitare fenomeni di vandalismo è stato decorato dai bambini delle scuole di Castiglione del Lago.
Fermano solo treni regionali e regionali veloci di Trenitalia controllata del gruppo Ferrovie dello Stato.
La stazione da sempre è denominata "Castiglion del Lago", anche se la denominazione corretta del Comune è "Castiglione del Lago".

## Servizi

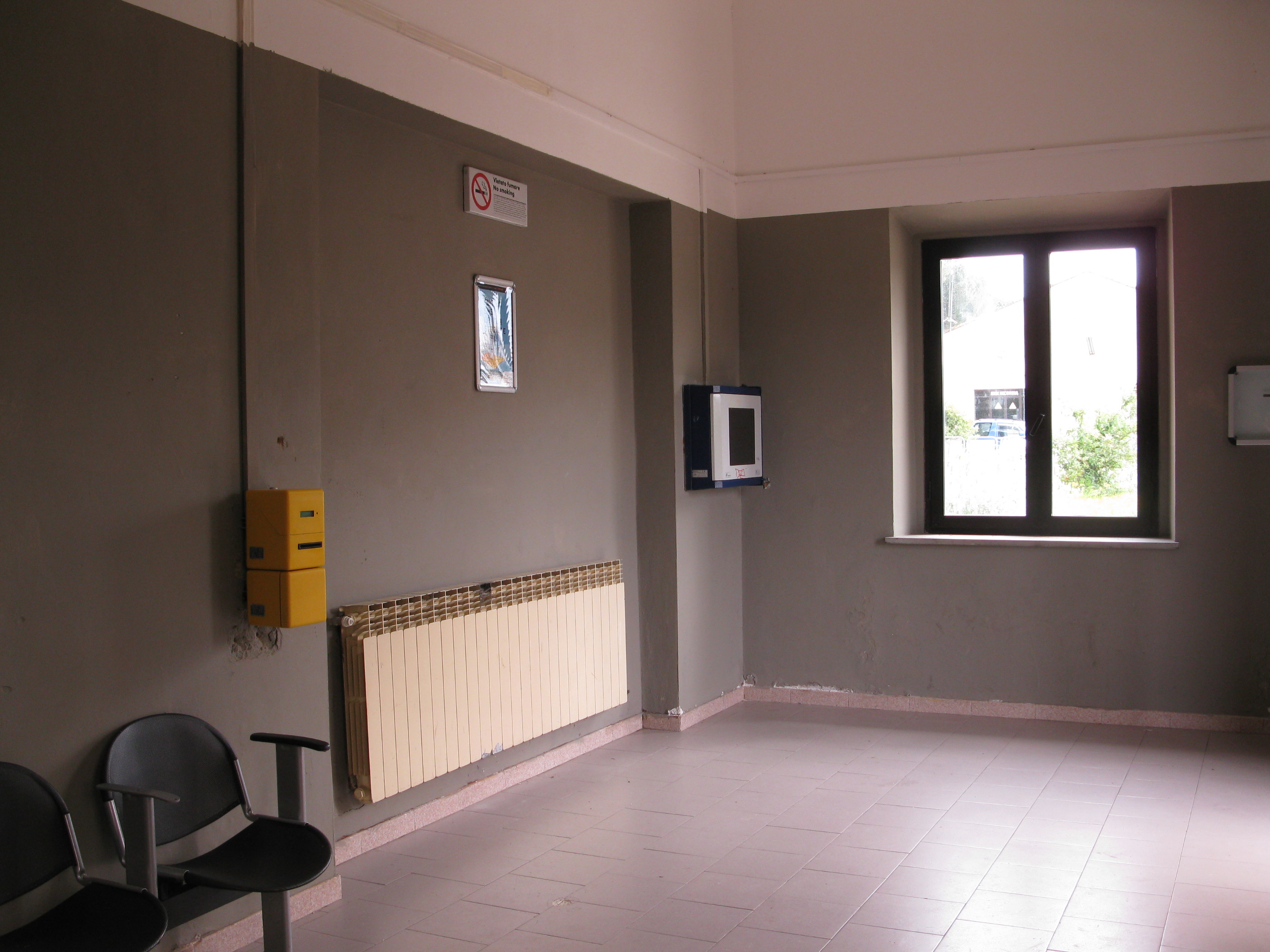
Sala di Attesa

- Sottopassaggio
- Capolinea autolinee Etruria Mobilità
- Fermata autobus Umbria Mobilità
- Sala di Attesa
- Biglietteria automatica